# Persone di nome Elisabeth
| Questa pagina contiene informazioni ricavate automaticamente dalle voci biografiche con l'ausilio del template Bio e di un bot. L'aggiornamento è periodico e automatico e ricostruisce completamente la pagina. Se manca una persona in questa lista, sei pregato di non aggiungerla, ma accertati piuttosto che la sua voce biografica contenga il template Bio e che i dati anagrafici siano correttamente compilati. Se il template Bio manca, inseriscilo tu stesso o, in alternativa, metti l'avviso {{tmp\|Bio}} che ne segnala la mancanza. Se i dati riportati sono sbagliati, correggi direttamente la voce biografica; le modifiche saranno visibili in questa lista entro pochi giorni. Per chiarimenti vedi il progetto antroponimi. La lista contiene solo le 140 persone che sono citate nell'enciclopedia e per le quali è stato implementato correttamente il template Bio. Pagina aggiornata al 16 ott 2024. |

Questa è una lista di persone presenti nell'enciclopedia che hanno il prenome Elisabeth, suddivise per attività principale.

## Altiste(1)
- Elisabeth Pihela, altista estone (n. 2004)

## Artiste(2)
- Pipilotti Rist, artista svizzera (Grabs, n. 1962)
- Elisabeth Schumacher, artista tedesca (n. 1904 - Berlino, † 1942)

## Astronome(1)
- Elisabeth von Matt, astronoma austriaca (n. 1762 - † 1814)

## Attiviste(2)
- Elisabeth Freeman, attivista statunitense (Hatfield, n. 1876 - Pasadena, † 1942)
- Elisabeth Pletscher, attivista svizzera (Trogen, n. 1908 - Trogen, † 2003)

## Attrici(20)
- Elisabeth Bergner, attrice tedesca (Drohobyč, n. 1897 - Londra, † 1986)
- Elisabeth Dermot Walsh, attrice inglese (Londra, n. 1974)
- Betty Faria, attrice, danzatrice e showgirl brasiliana (Rio de Janeiro, n. 1941)
- Elisabeth Flickenschildt, attrice tedesca (Blankenese, n. 1905 - Stade, † 1977)
- Elisabeth Fraser, attrice statunitense (New York, n. 1920 - Los Angeles, † 2005)
- Elisabeth Harnois, attrice statunitense (Detroit, n. 1979)
- Elisabeth Sladen, attrice britannica (Liverpool, n. 1946 - Londra, † 2011)
- Elisabeth Kaza, attrice ungherese (Kaposvár, n. 1924 - Parigi, † 2004)
- Lisa Kreuzer, attrice tedesca (Hof an der Saale, n. 1945)
- Lissy Lind, attrice tedesca (Dresda, n. 1884 - Berlino, † 1936)
- Spray Mallaby, attrice, cabarettista e cantante italiana (Verona, n. 1951)
- Elisabeth Moss, attrice, regista e produttrice cinematografica statunitense (Los Angeles, n. 1982)
- Elisabeth Neumann-Viertel, attrice austriaca (Vienna, n. 1900 - Vienna, † 1994)
- Busy Philipps, attrice e personaggio televisivo statunitense (Oak Park, n. 1979)
- Elisabeth Röhm, attrice statunitense (Düsseldorf, n. 1973)
- Elisabeth Shue, attrice statunitense (Wilmington, n. 1963)
- Elisabeth Welch, attrice e cantante statunitense (Englewood, n. 1904 - Northwood, † 2003)
- Elisabeth Wendt, attrice tedesca (Colonia, n. 1906 - Berlino, † 1980)
- Elisabeth Wiedemann, attrice tedesca (Bassum, n. 1926 - Marquartstein, † 2015)
- Elizabeth Yu, attrice statunitense (Mystic Island, n. 2002)

## Attrici teatrali(1)
- Elisabeth Trissenaar, attrice teatrale austriaca (Vienna, n. 1944 - Berlino, † 2024)

## Biatlete(1)
- Elisabeth Högberg, biatleta svedese (Ockelbo, n. 1986)

## Calciatrici(1)
- Elisabeth Terland, calciatrice norvegese (n. 2001)

## Canoiste(1)
- Elisabeth Micheler-Jones, ex canoista tedesca (n. 1966)

## Cantanti(5)
- Elisabeth Andreassen, cantante norvegese (Göteborg, n. 1958)
- Beth, cantante spagnola (Súria, n. 1981)
- Elli Erl, cantante e personaggio televisivo tedesca (Straubing, n. 1979)
- Elisabeth Jordán, cantante, attrice e ballerina spagnola (Cartagena, n. 1983)
- Lise Simms, cantante, attrice e ballerina statunitense (Colorado, n. 1963)

## Cantautrici(1)
- Lissie, cantautrice statunitense (Rock Island, n. 1982)

## Cavallerizze(1)
- Elisabeth Theurer, cavallerizza austriaca (Linz, n. 1956)

## Cestiste(6)
- Elisa Aguilar, ex cestista spagnola (Madrid, n. 1976)
- Elisabeth Bosch, ex cestista olandese (Vlaardingen, n. 1958)
- Elisabeth Cebrián, ex cestista spagnola (Reus, n. 1971)
- Elisabeth Egnell, ex cestista svedese (Säbra, n. 1987)
- Elisabeth Mayrhofer, ex cestista austriaca (Vienna, n. 1953)
- Elisabeth Pavel, cestista rumena (Sibiu, n. 1990)

## Chirurghe(1)
- Elisabeth Winterhalter, chirurgo, ginecologa e attivista tedesca (Monaco di Baviera, n. 1856 - Hofheim am Taunus, † 1952)

## Conduttrici televisive(1)
- Elisabeth Hasselbeck, conduttrice televisiva e personaggio televisivo statunitense (Cranston, n. 1977)

## Funzionarie(1)
- Elisabeth Volkenrath, funzionaria tedesca (Świerzawa, n. 1919 - Hamelin, † 1945)

## Genetiste(1)
- Elisabeth Schiemann, genetista e botanica tedesca (Fellin, n. 1881 - Berlino Ovest, † 1972)

## Giavellottiste(1)
- Elisabeth Eberl, giavellottista austriaca (Graz, n. 1988)

## Ginnaste(1)
- Elisabeth Seitz, ex ginnasta tedesca (Heidelberg, n. 1993)

## Hockeiste su prato(1)
- Lisette Sevens, ex hockeista su prato olandese (Helmond, n. 1949)

## Insegnanti(1)
- Elisabeth Eidenbenz, insegnante e infermiera svizzera (Wila, n. 1913 - Zurigo, † 2011)

## Judoka(1)
- Elisabeth Willeboordse, judoka olandese (Middelburg, n. 1978)

## Lunghiste(1)
- Liesel Jakobi, ex lunghista tedesca (Saarbrücken, n. 1939)

## Matematiche(1)
- Elisabeth Vreede, matematica, astrologa e astronoma olandese (L'Aja, n. 1879 - Ascona, † 1943)

## Mecenati(1)
- Elisabeth Järnefelt, mecenate finlandese (San Pietroburgo, n. 1839 - Helsinki, † 1929)

## Mezzosoprani(1)
- Elisabeth Dons, mezzosoprano e soprano danese (Bjergsted, n. 1864 - Taarbæk, † 1942)

## Militari(1)
- Elisabeth Becker, militare tedesca (Neuteich, n. 1923 - Danzica, † 1946)

## Modelle(2)
- Elisabeth Pitz, modella francese (Saarbrücken, n. 1913)
- Elisabeth Reyes, modella spagnola (Malaga, n. 1985)

## Musiciste(1)
- Solex, musicista olandese (Delft, n. 1965)

## Nobildonne(2)
- Elisabeth von Gutmann, nobildonna austriaca (Vienna, n. 1875 - Vitznau, † 1947)
- Elisabeth Helene von Vieregg, nobildonna danese (n. 1679 - † 1704)

## Nobili(1)
- Elisabeth Sophia Gyldenløve, nobile danese (n. 1633 - † 1654)

## Nuotatrici(1)
- Betty Heukels, ex nuotatrice olandese (Rotterdam, n. 1942)

## Paleontologhe(1)
- Elisabeth Vrba, paleontologa tedesca (Amburgo, n. 1942)

## Pallamaniste(2)
- Elisabeth Pinedo, ex pallamanista spagnola (Amurrio, n. 1981)
- Elisabeth Hilmo, ex pallamanista norvegese (n. 1976)

## Pallanuotiste(1)
- Elisabeth Rechlin, pallanuotista tedesca (Bochum, n. 1930 - Hannover, † 2021)

## Pallavoliste(1)
- Elisabeth Bachman, ex pallavolista statunitense (Minneapolis, n. 1978)

## Paroliere(1)
- Liz Rose, paroliera statunitense (Dallas, n. 1957)

## Partigiane(1)
- Betsie ten Boom, partigiana olandese (Amsterdam, n. 1885 - Campo di concentramento di Ravensbrück, † 1944)

## Pattinatrici artistiche su ghiaccio(2)
- Elisabeth Böckel, pattinatrice artistica su ghiaccio tedesca
- Sissy Schwarz, ex pattinatrice artistica su ghiaccio austriaca (Vienna, n. 1936)

## Pedagogiste(1)
- Elisabeth Abegg, pedagogista tedesca (Strasburgo, n. 1882 - Berlino, † 1974)

## Pianiste(1)
- Elisabeth von Herzogenberg, pianista, compositrice e filantropa tedesca (Parigi, n. 1847 - Sanremo, † 1892)

## Pittrici(4)
- Elisabeth Chaplin, pittrice francese (Fontainebleau, n. 1890 - Firenze, † 1982)
- Elisabeth Sophie Chéron, pittrice, poetessa e musicista francese (Parigi, n. 1648 - Parigi, † 1711)
- Elisabeth Keyser, pittrice e illustratrice svedese (Stoccolma, n. 1851 - Stoccolma, † 1898)
- Baladine Klossowska, pittrice polacca (Breslavia, n. 1886 - † 1969)

## Poetesse(2)
- Elisabeth Borchers, poetessa e scrittrice tedesca (Homberg, n. 1926 - Francoforte sul Meno, † 2013)
- Elisabeth Kulmann, poetessa, filologa e traduttrice russa (San Pietroburgo, n. 1808 - San Pietroburgo, † 1825)

## Politiche(6)
- Elisabeth Domitien, politica centrafricana (n. 1925 - Bimbo, † 2005)
- Elisabeth Kopp, politica svizzera (Zurigo, n. 1936 - Zumikon, † 2023)
- Elisabeth Köstinger, politica austriaca (Wolfsberg, n. 1978)
- Lisa Paus, politica tedesca (Rheine, n. 1968)
- Lilianne Ploumen, politica olandese (Maastricht, n. 1962)
- Elisabeth Schneider-Schneiter, politica e avvocata svizzera (Basilea, n. 1964)

## Scacchiste(1)
- Elisabeth Pähtz, scacchista tedesca (Erfurt, n. 1985)

## Schermitrici(3)
- Elisabeth Grasser, schermitrice austriaca (Neudörfl, n. 1904 - Londra, † 2002)
- Elisabeth Knechtl, schermitrice austriaca (n. 1971)
- Elisabeth Spilman, ex schermitrice statunitense (n. 1969)

## Sciatrici(1)
- Elisabeth Maxwald, sciatrice austriaca (n. 1967 - † 2013)

## Sciatrici alpine(20)
- Elisabeth Bocock, sciatrice alpina statunitense (n. 2005)
- Elisabeth Brandner, ex sciatrice alpina tedesca (n. 1977)
- Elisabeth Creighton, sciatrice alpina canadese (n. 2005)
- Elisabeth Dos-Kellner, ex sciatrice alpina austriaca
- Elisabeth Egger, ex sciatrice alpina italiana (n. 1991)
- Michaela Gerg, ex sciatrice alpina tedesca (Bad Tölz, n. 1965)
- Elisabeth Giger, ex sciatrice alpina svizzera (n. 1965)
- Elisabeth Gmainer, ex sciatrice alpina austriaca (n. 1981)
- Elisabeth Görgl, ex sciatrice alpina austriaca (Bruck an der Mur, n. 1981)
- Elisabeth Kappaurer, sciatrice alpina austriaca (Bregenz, n. 1994)
- Elisabeth Kellner, ex sciatrice alpina austriaca
- Elisabeth Kirchler, ex sciatrice alpina austriaca (Lanersbach, n. 1963)
- Elisabeth Kraml, ex sciatrice alpina austriaca (n. 1960)
- Elisabeth Kögl, ex sciatrice alpina tedesca (n. 1978)
- Elisabeth Norlén, ex sciatrice alpina svedese (n. 1945)
- Elisabeth Osterwalder, sciatrice alpina e atleta paralimpica svizzera
- Elisabeth Reisinger, sciatrice alpina austriaca (n. 1996)
- Elisabeth Warter, ex sciatrice alpina austriaca
- Elisabeth Willibald, ex sciatrice alpina tedesca (n. 1996)
- Elisabeth Zerobin, sciatrice alpina austriaca

## Scrittrici(10)
- Elisabeth Baumann-Schlachter, scrittrice svizzera (Thun, n. 1887 - Berna, † 1941)
- Elisabeth Bürstenbinder, scrittrice tedesca (Berlino, n. 1838 - Merano, † 1918)
- Elisabeth Sanxay Holding, scrittrice statunitense (Brooklyn, n. 1889 - Bronx, † 1955)
- Elisabeth Langgässer, scrittrice e poetessa tedesca (Alzey, n. 1899 - Karlsruhe, † 1950)
- Elizabeth A. Lynn, scrittrice statunitense (New York, n. 1946)
- Elisabeth Mann Borgese, scrittrice tedesca (Monaco di Baviera, n. 1918 - Sankt Moritz, † 2002)
- Betty Smith, scrittrice statunitense (Brooklyn, n. 1896 - Shelton, † 1972)
- Elisabeth von Heyking, scrittrice tedesca (Karlsruhe, n. 1861 - Berlino, † 1925)
- Elisa von der Recke, scrittrice tedesca (Schönberg, n. 1754 - Dresda, † 1853)
- Elisabeth Åsbrink, scrittrice e giornalista svedese (Göteborg, n. 1965)

## Scultrici(1)
- Bettina Scholl-Sabbatini, scultrice, pittrice e ceramista lussemburghese (Esch-sur-Alzette, n. 1942)

## Skeletoniste(1)
- Elisabeth Maier, skeletonista canadese (Calgary, n. 1994)

## Slittiniste(2)
- Elisabeth Demleitner, ex slittinista tedesca occidentale (Kochel am See, n. 1952)
- Elisabeth Nagele, slittinista svizzera (Tomils, n. 1933 - Davos, † 1993)

## Sociologhe(2)
- Elisabeth Käsemann, sociologa tedesca (Gelsenkirchen, n. 1947 - Monte Grande, † 1977)
- Elisabeth Noelle-Neumann, sociologa tedesca (Berlino, n. 1916 - Allensbach, † 2010)

## Soprani(5)
- Elisabeth Grümmer, soprano tedesco (Niederjeutz, n. 1911 - Warendorf, † 1986)
- Lilli Lehmann, soprano tedesco (Würzburg, n. 1848 - Berlino, † 1929)
- Elisabeth Rethberg, soprano tedesco (Schwarzenberg, n. 1894 - Yorktown, † 1976)
- Elisabeth Schumann, soprano tedesco (Merseburg, n. 1888 - New York, † 1952)
- Elisabeth Söderström, soprano e attrice svedese (Stoccolma, n. 1927 - Stoccolma, † 2009)

## Tenniste(1)
- Elisabeth Moore, tennista statunitense (Brooklyn, n. 1886 - Starke, † 1959)

## Teologhe(1)
- Elisabeth Schüssler Fiorenza, teologa statunitense (Cenad, n. 1938)

## Senza attività specificata(5)
- Élisabeth Maurin, ex ballerina francese (Angers, n. 1963)
- Elisabeth Plainacher,  austriaca (n. 1513 - Vienna, † 1583)
- Nina von Stauffenberg,  lituana (Kaunas, n. 1913 - Kirchlauter, † 2006)
- Elisabeth Stierncrona, contessa e scrittrice svedese (Stoccolma, n. 1714 - Stoccolma, † 1769)
- Bep Voskuijl,  olandese (Amsterdam, n. 1919 - Amsterdam, † 1983)